# 上野忠則
上野 忠則（うえの ただのり）は、安土桃山時代から江戸時代前期にかけての武将。島津氏の家臣。

## 生涯
吉田衆中、上野隼人左忠元（隼人佑とも）の子として生まれる。忠元は元亀3年（1572年）の木崎原の戦いで米良重方を討ちとり、天正14年（1586年）の筑前国筑岩高取城攻めの評定のとき、島津義弘騎下である真幸院衆中の横目衆5人の内に数えられたが、そこで戦没している。
忠則は文禄3年（1594年）12月10日に島津義弘の前で元服し、上野彦九郎と名乗る。その5日後には栗野（現・鹿児島県姶良郡湧水町）に配されるが、すぐさま衆中制に伴い須木（現・宮崎県小林市須木）に移り、須木地頭の村尾重侯の被官となる。須木は諸国へ通じる「八方境」であり、賊徒や辻斬りなどに対応するため、忠則は守護の番をする役目に就く。
慶長4年（1599年）の庄内の乱の際は村尾重侯、その息子・重昌について6月21日に出陣する。須木衆は2つの組に分けられ、一隊は忠則、もう一隊は逆瀬川武安が指揮を任せられ、6月23日に山田城を包囲攻撃、10時間後に落城させる。忠則は城内に攻め入る際に武功をあげた。その後、忠則と逆瀬川は伊集院忠真が降伏するまで山田城の普請奉行を務める。
慶長5年（1600年）、関ヶ原の戦いから義弘が帰還する際は、村尾親子の率いた須木衆130人に加わり八代（現・宮崎県東諸県郡国富町）に出迎えに行く。その帰りに木脇（現・国富町）にて伊東氏の家臣・稲津重政の番主の置かれた義門寺を攻撃した。忠則は村尾重昌と共に敵将の仮屋原弥助を討ち取る武勲を挙げる。
承応2年（1653年）、忠則73歳のときに「上野隼人覚書」を書き記す。